# Fields of Joy
Fields of Joy is een nummer van de Amerikaanse rockzanger Lenny Kravitz uit 1991. Het is de derde single van zijn tweede studioalbum Mama Said.
"Fields of Joy" is een cover van het gelijknamige nummer uit 1971 van de band New York Rock and Roll Ensemble. Het nummer behaalde enkel in Nederland de hitlijsten; het haalde de 28e positie in de Nederlandse Top 40.